# Parafia Wniebowzięcia Najświętszej Maryi Panny w Wodzisławiu Śląskim
Parafia pw. Wniebowzięcia Najświętszej Maryi Panny – parafia rzymskokatolicka znajdująca się w Wodzisławiu Śląskim. Powstała razem z kościołem parafialnym (farnym) w 1257 roku wraz z lokacją miasta.

## Historia
Początek parafii datuje się na rok 1257, kiedy to doszło do ulokowania miasta (na prawie niemieckim) przez księcia Władysława (Włodzisława) – od którego miasto wzięło swoją nazwę. Informacja została zaczerpnięta z pochodzącego z 1299 roku dokumentu, dotyczącego podziału księstwa opolsko-raciborskiego pomiędzy książąt Mieszka i Przemysława. Sam pergamin został spisany przez plebana wodzisławskiego – ks. Jesco lub Jeszko (Jan, Jaśko), uważanego także za pierwszego proboszcza wodzisławskiej parafii.
Została wymieniona w spisie świętopietrza sporządzonym przez archidiakona opolskiego Mikołaja Wolffa w 1447 pośród innych parafii archiprezbiteratu (dekanatu) w Żorach pod nazwą Loslaw.
Pierwszy kościół, prawdopodobnie drewniany, został wzniesiony w miejscu obecnego kościoła parafialnego, zgodnie z obowiązującą wówczas zasadą, przy jednej z bocznych uliczek prowadzących do rynku w najwyższym punkcie miasta. W 1528 roku został zastąpiony przez murowaną świątynię, która przetrwała aż do niszczycielskiego pożaru Wodzisławia, który wybuchł 12 czerwca 1822. Wtedy to wraz z miastem spłonął również kościół. Po tym wydarzeniu budowla została poddana gruntownym remontom w 1823 i w 1901 roku. 10 lutego 1904 roku proboszczem został ks. Henryk Weltike, który podjął się budowy nowego kościoła. Prace rozpoczęto 26 czerwca 1909 roku, a miesiąc wcześniej rozebrano stary kościół.
Obecny kościół powstał w latach 1909–1911 według projektu Ludwika Schneidera z Opola. Konsekracji dokonał 17 października 1911 roku ks. prałat Frank. W wyniku działań wojennych z 25 marca 1945 kościół został poważnie uszkodzony, następnie odbudowany w 1946 roku. Wieża kościoła była nakryta tymczasowym hełmem aż do sierpnia 2001 r., kiedy pierwotną wieżę zrekonstruowano. Współcześnie jest to główny kościół Wodzisławia, tzw. kościół farny, stojący na niewielkim wzgórzu nieopodal Rynku. Jest widoczny z wielu pobliskich miejscowości, będąc jednym z symboli architektonicznych Wodzisławia.
Na terenie parafii, na obecnym Placu Świętego Krzyża, istniał też kościółek drewniany pw. św. Krzyża, zbudowany prawdopodobnie w XV wieku, gruntownie przebudowany w 1676 roku. W 1822 roku kościół ten spłonął w czasie pożaru miasta i nie został już odbudowany. Do parafii należy kaplica w domu zakonnym sióstr boromeuszek oraz kaplica Jezusa Chrystusa Dobrego Pasterza na probostwie.
Wielką wagę przywiązuje się do kultywowania istniejącej od początku parafii tradycji pątniczej. Cała wspólnota oraz poszczególne grupy parafialne, w wyznaczonych porach roku, pielgrzymują do Turzy Śląskiej, Pszowa, Skrzyszowa i na Jasną Górę. Na terenie parafii znajduje się sześć kapliczek murowanych, pochodzących z XIX i początku XX wieku.

## Proboszczowie
- ks. Szymon Kanabius (1620–1625)
- ks. Jerzy Matheides (1625–1630)
- ks. Jan Frydrychowski (1632–)
- ks. Andrzej Flaccius (1670–1680)
- ks. Andrzej Vinci
- ks. Krystian Jurovius (1684–1706)
- ks. Piotr Ignacy Grzenek (1706–1715)
- ks. Szymon Franciszek Niedziela (1715–1723)
- ks. Paweł Mizia (1723–1725)
- ks. Szymon Franciszek Postawka (1737–1759)
- ks. Jan Zaraz i ks. Jerzy Piwko (1759–1760)
- ks. Jan Starosta (1760–1762)
- ks. Ludwik Maszkowiec (1762–1765)
- ks. Karol Starzyński (1765–1768)
- ks. Marcin Kupilas (1787–1815), (1799–1815 choruje)
- ks. Ludwik Joachimski administrator (1799–1801)
- ks. Stefan Pełka administrator (1801–1802)
- ks. Antoni Czogała administrator (1803–1807)
- ks. Franciszek Seypold (1816–1828)
- ks. Józef Richter (1828–1841)
- ks. Józef Kynast (1843–1848)
- ks. Jan Nepomucen Marx (1852–1886)
- ks. Emanuel Schultzik (1886–1892)
- ks. Franciszek Ksawery Reszka (1892–1904)
- ks. Henryk Weltike (1904–1911)
- ks. Franciszek Schnalke (1911–1944)
- ks. Eugeniusz Kuczera administrator (1944–1957), proboszcz (1957–1965)
- ks. Józef Tchórz administrator (1965–1966), proboszcz (1966–1972)
- ks. Longin Kozub (1972–1978)
- ks. Kazimierz Hurski (1978–1980)
- ks. Stanisław Kołodziejczyk (1980–1989)
- ks. Józef Moczygęba (1989–1998)
- ks. Bogusław Płonka administrator (1998–1999), proboszcz (od 1999)

## Grupy parafialne
Na terenie parafii działa kilkanaście grup parafialnych:
- Bractwo Eucharystyczne,
- Bractwo Pocieszenia NMP,
- Bractwo Szkaplerza Świętego,
- Bractwo Żywego Różańca,
- Chór Parafialny „Assumptio”,
- Franciszkański Zakon Świeckich,
- Grupa dorosłych lektorów,
- Grupa Modlitwy Św. Ojca Pio,
- Grupy AA,
- Kręgi Domowego Kościoła,
- Legion Maryi,
- Mężczyźni św. Józefa,
- Ministranci,
- Nadzwyczajni Szafarze Komunii Świętej,
- Redakcja gazetki „Magnificat”,
- Rodzina Radia Maryja,
- Ruch Światło – Życie,
- Schola Dziecięca.

## Galeria

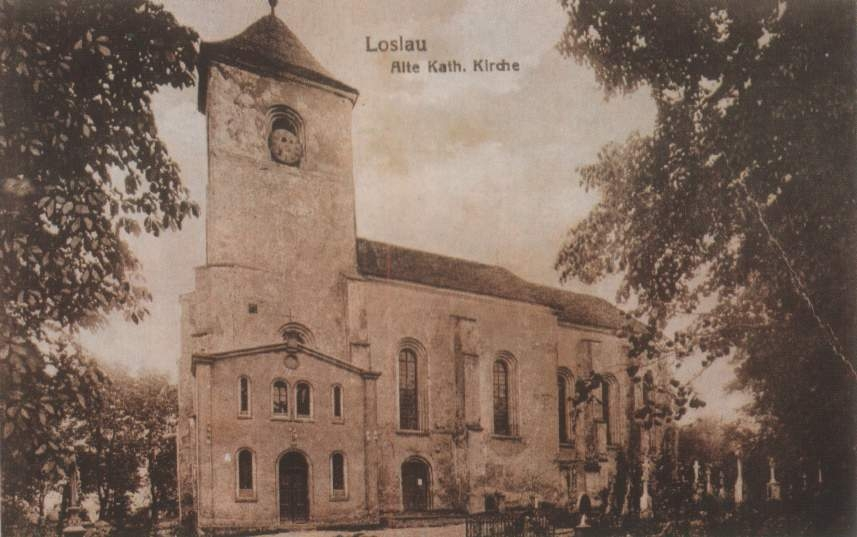
Stary Kościół z 1528 r. na widokówce
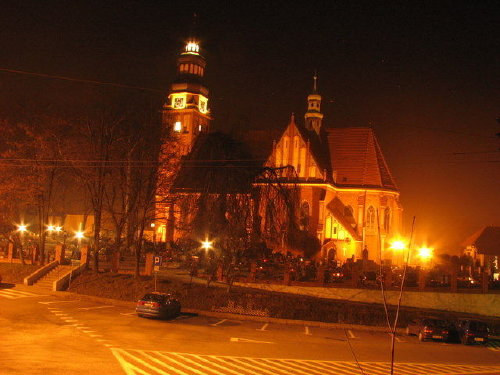
Kościół WNMP nocą
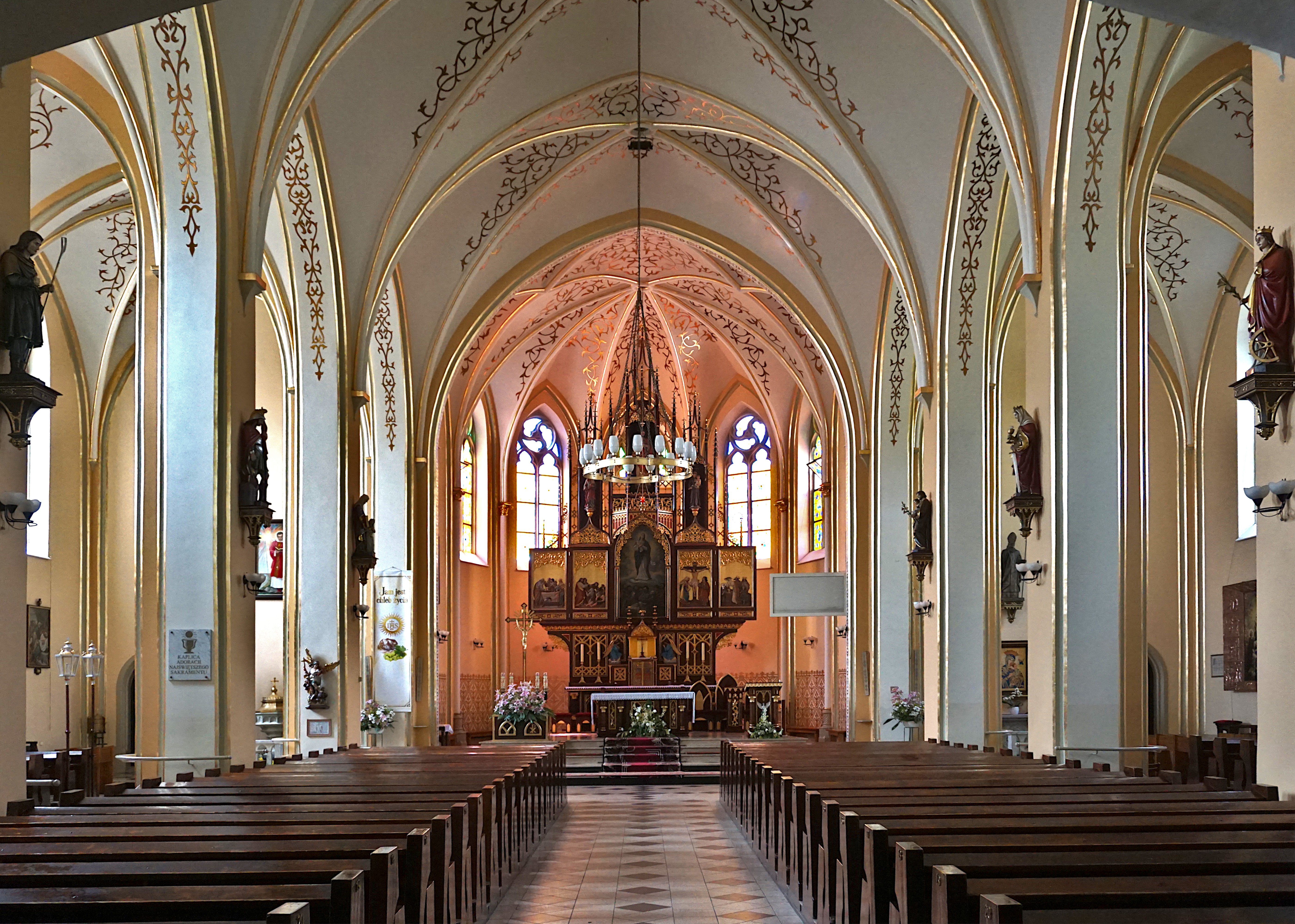
Wnętrze kościoła
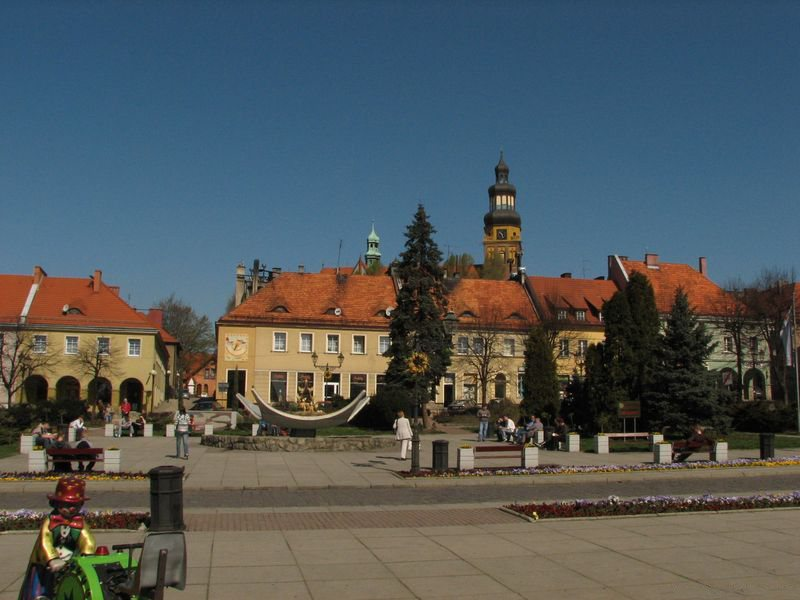
Widok na wieżę Kościoła WNMP z wodzisławskiego rynku